# Лукьянцев, Василий Петрович
Василий Петрович Лукьянцев (1913—1998) — Герой Советского Союза (1944), заместитель командира эскадрильи 10-го отдельного разведывательного авиаполка (1-я воздушная армия, Западный фронт), капитан.

## Биография
Родился 21 августа 1913 года в станице Марьинская ныне Кировского района Ставропольского края в семье крестьянина. Русский. Окончил 9 классов, в 1937 году — Батайскую школу гражданского воздушного флота. Работал лётчиком-инструктором Таганрогского аэроклуба.
В Красной Армии с 1941 года. На фронтах Великой Отечественной войны с сентября 1941 года. Член ВКП(б)/КПСС с 1942 года.
В период наступления Советских войск под Москвой совершал по нескольку боевых вылетов в день при сложных метеоусловиях, бомбил узлы сопротивления, скопления живой силы противника, колонны танков и автомашин. Им было уничтожено 5 танков, 20 автомашин с грузом. На своём самолёте «Пе-2» вместе со штурманом экипажа — капитаном В. И. Кононенко — постоянно контролировали районы Ярцева, Смоленска, Рославля, иногда прорывались во вражеский тыл вплоть до Орла и дальше. По их разведданным штурмовая и бомбардировочная авиация нанесла ряд сокрушительных ударов по захватчикам.
К июню 1943 года совершил 167 боевых вылетов, из них 81 — на бомбардировку войск и объектов противника, 86 — на дальнюю разведку. Разведано и сфотографировано 55 аэродромов противника. Во всех случаях полёты в глубокий тыл врага выполнялись одиночным экипажем без прикрытия истребителей и одновременно с бомбардировкой железнодорожных станций и аэродромов. Участвовал в 12 воздушных боях с превосходящими силами противника, лично сбил один, со своим экипажем — два и в групповом бою — пять вражеских самолётов.
Представлен к награждению званием Героя Советского Союза за успешное выполнение боевых заданий командования по авиаразведке, исключительную отвагу и героизм в боях с немецко-фашистскими захватчиками. Указом Президиума Верховного Совета СССР «О присвоении звания Героя Советского Союза офицерскому составу военно-воздушных сил Красной Армии» от 4 февраля 1944 года за «образцовое выполнение боевых заданий командования на фронте борьбы с немецкими захватчиками и проявленные при этом отвагу и геройство» удостоен звания Героя Советского Союза с вручением ордена Ленина и медали «Золотая Звезда». Этим же приказом звание Героя получил штурман экипажа Кононёнко, Василий Иванович.
В 1946 году окончил Военно-воздушную академию. В 1957 году вышел в запас в звании подполковника.
Жил в Астрахани, умер 23 июня 1998 года.

## Награды
- Награждён двумя орденами Ленина, двумя орденами Отечественной войны 1 степени, орденом Красной Звезды, медалями.

## Память
- Его именем названа школа № 5 в станице Марьинская Кировского района Ставропольского края. На здании школы в 2016 году была установлена мемориальная доска Герою Советского Союза В. П. Лукьянцеву[5].